# گسپردن
گسپردن، روستایی در دهستان محترم‌آباد بخش کتیج شهرستان فنوج در استان سیستان و بلوچستان ایران است.
این روستا در ۱۷ کیلومتری جنوب شرقی محترم‌آباد قرار دارد.

## جمعیت
بر پایه سرشماری عمومی نفوس و مسکن در سال ۱۳۹۵، جمعیت این روستا برابر با ۲۹۹ نفر (۹۴ خانوار) بوده‌است.